# Sousoší svatého Šebestiána, svaté Rozálie a svatého Rocha
Pískovcové barokní sousoší svatého Šebestiána, svaté Rozálie a svatého Rocha se nalézá ve středu obce Janovice v okrese Hradec Králové u silnice na Hlušice. Jedná se o typově ojedinělé barokní sousoší morových patronů z roku 1732, které je od 10.6.1998 chráněno jako nemovitá kulturní památka ČR.

## Popis
Sousoší sestává z podstavce sestaveného ze dvou nakoso postavených nárožních pilířků s pravoúhle vykrojenými rohy, na kterých jsou umístěny sochy svatého Šebestiána a svatého Rocha a z širokého, lehce konvexně prohnutého středového pole s reliéfem svaté Rozálie. Uprostřed podstavce je zezadu umístěna hranolová kamenná přizdívka na zajištění dřevěného kříže. 
Podstavec je umístěn na profilovaném soklu s římsou. Prohnuté střední pole obsahuje nápis: "SANCTI:/ SEBASTIANE ROSALIA ET ROCHE/ A PESTE NOS LIBERTATE". Nad tímto středem je ve stlačené stlačené obloukové nice ve tvaru jeskyně umístěn ležící reliéf svaté Rozálie, s hlavou opřenou o loket levé ruky, v pravé ruce držící krucifix a s položenou lebku u hlavy. Kraje niky jsou zakončeny hranolovými pilířky se soklem a hlavicí po stranách podepřených nízkými stojatými volutami. Čela pilířků jsou zdobena plastickými rozetami a letopočtem 1732. 
Na pilířcích stojí vlevo socha sv. Šebestiána v podobě mladíka v bederní roušce připoutaného provazy ke stromu a se zabodnutými železnými šípy v těle. 
Vpravo je socha sv. Rocha v podobě stojícího muže v poutnickém šatě s mušličkami, růžencem a se psem u nohou. Levou rukou na prsou přidržuje železnou tyč s kuličkou na konci. 
Středu sousoší dominuje vysoký dřevěný kříž u jehož paty je torzo kamenného znaku s dvěma aliančními erby (vlevo hvězda, vpravo kotva). 
Kolem sousoší je umístěno mřížové ohrazení z proplétaných kruhových prutů v černé barvě. 
Nedaleko od sousoší se nachází dřevěná zvonička.